# Massacre na escola Kauhajoki

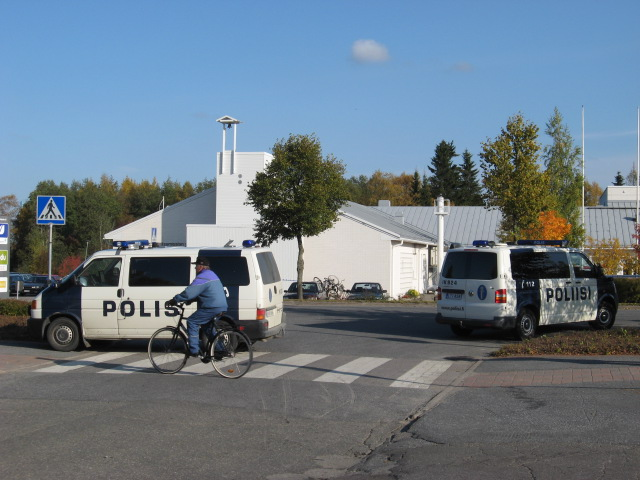
Viaturas policiais horas após o incidente

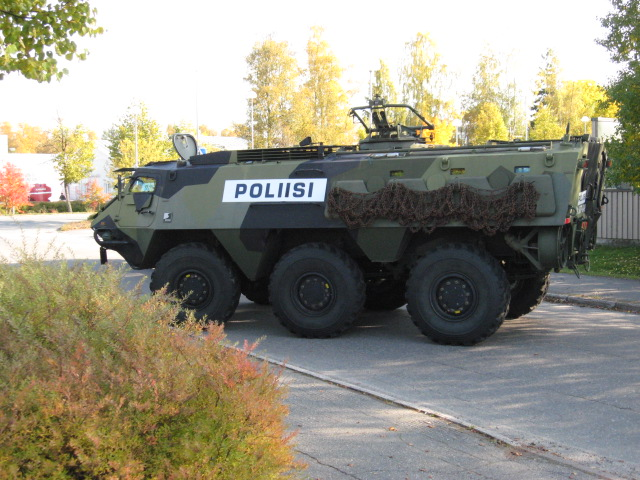
Um veículo pesado Sisu Pasi cercando o local

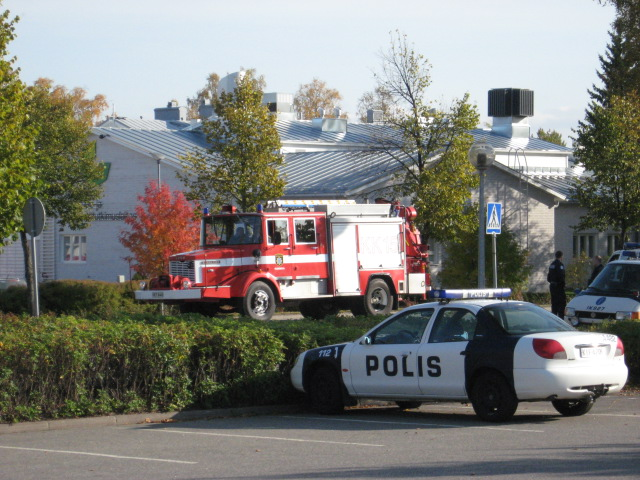
Um carro dos bombeiros pronto para um eventual incêndio

O Massacre na escola Kauhajoki ocorreu no dia 23 de setembro de 2008 e acabou vitimando 11 pessoas, entre funcionários, estudantes e o próprio atirador, no colégio Kauhajoki, localizado na cidade de mesmo nome na província de Ostrobótnia do Sul, na Finlândia.

## O atirador
O atirador, identificado como Matti Juhani Saari, era aluno do estabelecimento, e teria anunciado suas intenções de realizar uma chacina em um vídeo colocado na internet. O jovem, de 22 anos segundo a imprensa, tentou se suicidar virando a arma contra o próprio corpo, indicou à AFP um responsável da prefeitura de Kauhajoki, Ari Paananen. "Ele apontou a arma contra ele, mas não morreu na hora. Ficou muito ferido e foi levado para o hospital", acrescentou. Posteriormente, o atirador morreu por causa do ferimento na cabeça.

### Pré-aviso
Os vídeos e imagens anunciando o massacre não estavam mais acessíveis no site do YouTube e do MySpace, em sua conta Wumpscut86, no mesmo dia do massacre. Eles mostravam um jovem de cerca de 20 anos atirando várias vezes, no meio de uma floresta, com uma arma de fogo, apresentada como uma Walther P22 na legenda.
O atirador pontua uma de suas séries de tiro levantando a mão esquerda e dando adeus para a câmara.

## A chacina
Segundo relatos de testemunhas, o atirador invadiu uma sala e começou a atirar contra todos na escola às 11 horas da manhã.

### Motivos
Ainda não há informações sobre o que teria motivado o jovem a fazer tal ato. A polícia ordenou que o prédio fosse esvaziado e várias equipes foram chamadas para atuar no caso.